# غابرييل روث
غابرييل روث (بالإنجليزية: Gabrielle Roth)‏ هي راقصة وموسيقية أمريكية، ولدت في 4 فبراير 1941 في سان فرانسيسكو في الولايات المتحدة، وتوفيت في 22 أكتوبر 2012 في نيويورك في الولايات المتحدة بسبب سرطان الرئة.

## وصلات خارجية
- الموقع الرسمي
- غابرييل روث على موقع IMDb (الإنجليزية)
- غابرييل روث على موقع ميوزك برينز (الإنجليزية)
- غابرييل روث على موقع ديسكوغز (الإنجليزية)